# 河村元雄
河村 元雄（かわむら もとお、1928年8月20日 - 2017年3月31日）は、日本の経営者。住友倉庫社長、会長を務めた。

## 来歴・人物
愛媛県出身。1954年に東京大学法学部を卒業し、同年に住友倉庫に入社した。1982年6月に取締役に就任し、1983年12月に常務を経て、1987年6月に社長に就任し、1994年6月には会長に就任した。2004年6月に取締役相談役に就任し、2005年6月には相談役に就任した。
1992年11月に藍綬褒章を受章し、1998年11月に勲三等旭日中綬章を受章した。
2017年3月31日、老衰のために死去。88歳没。